# Fouad Idbafdil
Fouad Idbafdil (* 9. Februar 1988) ist ein marokkanischer Leichtathlet, der sich auf den Hindernislauf spezialisiert hat und für das Refugee Olympic Team an den Start geht.

## Sportliche Laufbahn
Fouad Idbafdil flüchtete nach Frankreich und startete 2019 über 3000 m Hindernis bei den Weltmeisterschaften in Doha und kam dort im Vorlauf nicht ins Ziel. Im Jahr darauf gelangte er bei den Halbmarathon-Weltmeisterschaften 2020 in Gdynia mit 1:06:35 h auf den 108. Platz und bei den Crosslauf-Europameisterschaften 2021 in Dublin wurde er nach 33:11 min 61. im Einzelrennen, wie auch bei den Crosslauf-Europameisterschaften 2022 in Turin nach 32:19 min. Bei den Crosslauf-Weltmeisterschaften 2023 in Bathurst wurde er nach 27:15 min 13. in der Mixed-Staffel und schied dann bei den Weltmeisterschaften in Budapest mit 3:39,21 min im Vorlauf über 3000 m Hindernis aus. Im November 2023 wurde er von der Athletics Integrity Unit (AIU) provisorisch wegen eines positiven Tests auf Blutdoping (EPO) suspendiert.

## Persönliche Bestzeiten
- 3000 m Hindernis: 8:34,72 min, 8. Juli 2023 in Décines-Charpieu
- Halbmarathon: 1:06:35 h, 17. Oktober 2020 in Gdynia